# Temnothorax cabrerae
Temnothorax cabrerae is een mierensoort uit de onderfamilie van de Myrmicinae. De wetenschappelijke naam van de soort is voor het eerst geldig gepubliceerd in 1893 door Auguste Forel als Leptothorax cabrerae.